# Вулиця Дністерська (Львів)
Вулиця Дністерська — вулиця у Сихівському районі міста Львова, у місцевості Снопків. Починається від перехрестя з вулицями Зеленою та Півколо. Утворює перехрестя з вулицями Липова Алея та Дунайською. Прилучаються вулиці Білоцерківська та Раковського.

## Історія
Фільварок Снопків був розташований на південний схід від стадіону «Україна», зник у повоєнні часи. Залишки комплексу Школи сільського господарства остаточно знищили на межі 1970—1980-х років. Тепер на цьому, навпроти входу до Західноукраїнського спеціалізованого дитячого медичного центру, розташована автостоянка.
У 1957 році новопрокладена вулиця отримала назву — вулиця Дністровська, на честь річки Дністер, що протікає на південному заході України та у Молдові. Сучасна, уточнена у 2004 році назва — вулиця Дністерська.

## Забудова
Забудова — декілька будинків з розташованими на першому поверсі магазинами та кафе. Забудова вулиці Дністерської в стилі конструктивізму: чотириповерхова 1960-х років і двоповерхова 1930-х і 1950-х років.
№ 1 — чотириповерховий житловий будинок, збудований у 1960-х роках. Від радянських часів в будинку працюють магазини «Книги-канцтовари» та «Продукти». За часів незалежності ще відкрилося міське відділення № 7 АТДБ «ПриватБанк». 
№ 5 — Львівська середня загальноосвітня школа І—III ступенів № 73, урочисто відкрита 3 березня 1963 року. Передумовами її заснування та будівництва була потреба дітей військових, що мешкали у навколишніх будинках, у постійному місці навчання.
№ 12 — на першому поверсі будинку міститься відділення поштового зв'язку № 35 АТ «Укрпошта».
№ 17 — в будинку за радянських часів працювали магазин «Продукти», майстерня з ремонту лампових радіоприймачів, радіол, магнітофонів і прокат радіотелевізійної апаратури. Наприкінці 2000-х років тут містився фірмовий магазин «Золочів», ГО «Галицький автомобільний клуб» та аптека. Нині тут містяться аптека «Фарматон» та магазин «Ортопедичні вироби та засоби реабілітації „Орто експерт“».
№ 25 — в будинку за радянських часів був дитячий комбінат, де виховувалось 8 груп дітей, була власна котельня, пральня та кухня. На початку 1990-х років садочок закрили, а саме приміщення міська влада віддала в оренду приватним підприємцям. До 2015 року тут містилася фірма хімічних реактивів «Технохім». 2015 року колишнього орендаря виселили, тобто надали йому відповідне приміщення на вулиці Дністерській, 16, а приміщення садка передали на баланс міста. У серпні 2016 року ремонт у приміщенні розпочали, а закінчили 2019 року. В межах програми «Львів 2020», до кінця 2020 року місто має вийти на «нульові» черги у дитячих садочках. Політика міста — повернути громаді всі віддані в оренду у 1990-х роках приміщення і там відновити роботу дошкільних навчальних закладів. Управління освіти ЛМР планує у відремонтованих приміщеннях відкриє нові групи для дітей, зокрема, й у ЗДО № 97, що розташований за цією адресою, відкрити 4 групи.
№ 27 — Західноукраїнський спеціалізований дитячий медичний центр. Восьмиповерхова будівля центру споруджена 1990 року за спільним проєктом архітекторів Юлії Верблян, Зиновія Підлісного, Лідії Кутної. Того ж року тут відкрилася Львівська обласна дитяча спеціалізована клінічна лікарня (так звана «Чорнобильська лікарня»). 2009 року лікарня реорганізована у КНП «Західноукраїнський спеціалізований дитячий медичний центр». У лікарні діє клініка психічного здоров'я дітей, підлітків та молоді зі статусом «Клініка, дружня до молоді», надає комплексну медичну та психологічну допомогу підліткам віком 14—18 років та молоді віком до 24 років. На території лікарні розташована каплиця, що обслуговується префектом Львівської Духовної Семінарії Святого Духа, капеланом о. Михайлом Шкрібинцем та підпорядкована Сихівському протопресверіату УГКЦ.

## Транспорт
11 лютого 2022 року під час засідання комісії з безпеки дорожнього руху ЛМР ухвалили рішення про те, аби облаштувати односторонній рух на частині вулиці Дністерської. Односторонньою стане ділянка від вулиці Дунайської, а також будуть встановлені дорожні знаки — дорога з одностороннім рухом (5.5) та в'їзд заборонено (3.21), а також знаки заборони зупинки (3.34) з парного боку вулиці.